# Мингечевирский политехнический институт
 Мингечевирский политехнический институт  — высшее учебное заведение в Мингечевире, Азербайджан, существовавшее в 1991-2015 годах.

## История
Институт начал свою деятельность в 1991 году в качестве филиала Азербайджанского государственного института Нефти и Химии (Азербайджанской Нефтяной Академии). В 1992 году институт стал самостоятельным высшим учебным заведением и получил название Мингечаурского политехнического института. 
В 2015 году был реорганизован в Мингечевирский государственный университет.

## Структура
Готовил специалистов на 2 факультетах по следующим специальностям:
Факультет Энергетика и Механика:
- Теплоэлектростанции
- Автомобилестроение
- Электроизоляционная, кабельная и конденсаторная техника
- Сервисное обслуживание и ремонт транспортных средств
- Ремонт и сервисное обслуживание транспортных средств
- Техническая эксплуатация транспортных средств

Факультет Экономика и Управление:
- Автоматизированные системы обработки информации и управления
- Регулирование экономики
- Экономика и управление в сфере производства товаров и услуг

По этим специальностям была предусмотрена подготовка бакалавров. Подготовка специалистов проводиась на очной и заочной форме обучения, на азербайджанском и русском языках.
Кафедры:
- Языки
- Физика, электроника и изоляционная техника
- Тепловая техника и энергетика
- Автомобилестроение и общетехнические предметы
- Транспорт и производственная техника
- Общественные предметы
- Высшая математика и системы автоматизации управления
- Экономика и управление производством
- Экономика и управление транспортом
- Теория экономики и организации производства

Материально-техническая база института включает библиотеку, читальные залы, специализированные кабинеты, лаборатории, компьютерный центр, лингафонный кабинет, медицинский пункт. Имеется спортивно-оздоровительный комплекс площадью более 1200 кв. м.